# Есен (Германия)
Вижте пояснителната страница за други значения на Есен.
Есен (на немски: Essen) е град в центъра на региона Рейн-Рур, част от провинцията Северен Рейн-Вестфалия, намираща се в Северозападна Германия.
Населението на града е 574 635 души (към 31 декември 2010 г.) и това го поставя на 9-о място по жители в страната. Площта му е 210,32 km², а гъстотата на населението – 2732 д/km².
Есен е голям търговски и културен център. Избран е за Европейска столица на културата през 2010 г. През 2015 г. става ясно, че град Есен е новата Европейска зелена столица за 2017 г.

Градът има дълга индустриална история поради производството на стомана и добива на въглища, седалище е на 13 от 100-те най-големи германски корпорации.
Връзката му с близкия град Дуисбург създава началото на общия университет „Дуисбург-Есен“ (Universität Duisburg-Essen) и Университетска Клиника Есен.

## Известни личности
Родени в Есен
- Йенс Леман (р. 1969), футболен вратар
- Армин Майвес (р. 1961), канибал
- Алфред Мюлер-Армак (1901-1978), икономист и политик

## Побратимени градове
- Забже, Полша от 2015 г. насам[4]
- Съндърланд, Великобритания от 1949 г. насам
- Чанджоу, Китай от 2015 г. насам[5]
- Тел Авив, Израел от 1991 г. насам
- Нижни Новгород, Русия от 1991 г. насам
- Гренобъл, Франция от 1974 г. насам
- Тампере, Финландия от 1960 г. насам